# ボーリング・カンパニー
ボーリング・カンパニー（英: The Boring Company、略称：TBC）は、アメリカ合衆国のインフラストラクチャー・トンネル建設等を行う設備会社である。イーロン・マスクによって設立され、当初はスペースXの子会社であったが、その後は独立した企業になった。

## 歴史
2016年12月、イーロン・マスクはロサンゼルスにおける交通渋滞について不満を訴えており、「ボーリングマシンで掘削を始める」と宣言した。2017年1月11日、「TBC – The Boring Company」として正式に登録された。マスクはこの企業について、トンネルネットワークの確立が経済的に実行可能になるまでトンネリング速度を向上させるのが目標だと述べた。
当初はスペースXの子会社として設立されたが、2018年に独立した企業に移行した。2018年12月時点で株式の90%はマスクが、6%はスペースXがそれぞれ所有している。
ロサンゼルスの地下では高速交通システム用の地下ホーソーン試験トンネルを開始しており、2018年12月18日に一般公開した。
2018年、私募発行により1億1300万ドルの資金を調達した。同年4月16日、米国証券取引委員会に提出された資料によれば、この出資にはマスクが運営するニューラリンク社長のジャレッド・バーチャルやスペースXのスティーブ・デイビスらが参加した。2019年7月、1億2,000万ドルの株式をベンチャーキャピタル企業に売却した。
2020年11月、オースティンにて人材を募集し、テキサス州中央部で地下交通システムを計画している可能性があることを発表した。同年12月7日に提出された書類によれば、フルーガービルインパクト・ウェイ15709番地の改修工事がテキサス州許認可・規制局に登録され、マスクが同じくCEOを務めるテスラが11億ドル規模のギガファクトリー・テキサスに建設している場所から約26マイル北にある、州道130号線から離れた工業団地であった。
2022年4月20日、シリーズCの資金調達ラウンドにて6億7500万ドルを調達し、評価額は56億7500万ドルとなった。この資金ラウンドには、Vyキャピタル、セコイア・キャピタル、バロー・エクイティ・パートナーズ、ファウンダーズ・ファンド、8VC、クラフト・ベンチャーズ、ドレイパー・フィッシャー・ジャーベットソンがそれぞれ参加した。